# Carlos Rolón
Carlos Rolón (Paraguarí, Paraguay; 30 de junio de 1992) es un futbolista paraguayo. Juega de defensa central y su equipo actual es Sociedad Deportiva Aucas de la Serie A de Ecuador.

## Trayectoria
Empezó en la ciudad de Paraguarí en el club 15 de Mayo, es sobrino del entrenador Francisco Arce y de cuna cerrista. Desde allí pasó a las inferiores del Club Olimpia en donde formó parte del plantel campeón del año 2011, con Gerardo Pelusso a la cabeza, a pesar de no tener tantas chances de juego.
Tuvo un breve paso en el Sportivo Carapeguá, para luego pegar el salto al exterior, específicamente a Chile, en el San Antonio Unido.
A inicios del año 2014, vuelve a la entidad de la "Franja Negra", para encarar los torneos locales. Tuvo mucha participación e incluso llegó a marcar goles. Por problemas con la dirigencia, quedó fuera en el segundo semestre y fichó por el club Sportivo Luqueño.
A fines del 2014 se confirma su vuelta al Club Olimpia, club que compra el 50% de su ficha y donde jugará por 4 años. Así, será su tercera etapa en la entidad.
En julio de 2021 se confirma su polémico traspaso al rival de siempre, el Club Cerro Porteño.

## Clubes
| Club             | País     | Año         |
| ---------------- | -------- | ----------- |
| Olimpia          | Paraguay | 2010 - 2014 |
| Sportivo Luqueño | Paraguay | 2014        |
| Olimpia          | Paraguay | 2015 - 2016 |
| Guaraní          | Paraguay | 2016 - 2017 |
| Olimpia          | Paraguay | 2017 - 2021 |
| Cerro Porteño    | Paraguay | 2021        |
| Nacional         | Paraguay | 2022 - 2023 |
| S. D. Aucas      | Ecuador  | 2023 - act. |

## Estadísticas

### Clubes
Actualizado al último partido disputado el 16 de agosto de 2025.
| Equipo                    | Temporada     | Liga  | Liga  | Copas nacionales(1) | Copas nacionales(1) | Torneos internacionales(2) | Torneos internacionales(2) | Total(3) | Total(3) |
| Equipo                    | Temporada     | Part. | Goles | Part.               | Goles               | Part.                      | Goles                      | Part.    | Goles    |
| ------------------------- | ------------- | ----- | ----- | ------------------- | ------------------- | -------------------------- | -------------------------- | -------- | -------- |
| Olimpia Paraguay          | 2014          | 19    | 3     | 0                   | 0                   | 0                          | 0                          | 19       | 3        |
| Olimpia Paraguay          | Total         | 19    | 3     | 0                   | 0                   | 0                          | 0                          | 19       | 3        |
| Sportivo Luqueño Paraguay | 2014          | 15    | 1     | 0                   | 0                   | 0                          | 0                          | 15       | 1        |
| Sportivo Luqueño Paraguay | Total         | 15    | 1     | 0                   | 0                   | 0                          | 0                          | 15       | 1        |
| Olimpia Paraguay          | 2015          | 38    | 2     | 0                   | 0                   | 6                          | 0                          | 44       | 2        |
| Olimpia Paraguay          | 2016          | 10    | 1     | 0                   | 0                   | 2                          | 0                          | 12       | 1        |
| Olimpia Paraguay          | Total         | 48    | 3     | 0                   | 0                   | 8                          | 0                          | 56       | 3        |
| Guaraní Paraguay          | 2016          | 5     | 0     | 0                   | 0                   | 0                          | 0                          | 5        | 0        |
| Guaraní Paraguay          | 2017          | 14    | 5     | 0                   | 0                   | 7                          | 0                          | 21       | 5        |
| Guaraní Paraguay          | Total         | 19    | 5     | 0                   | 0                   | 7                          | 0                          | 26       | 5        |
| Olimpia Paraguay          | 2017          | 15    | 2     | 0                   | 0                   | 1                          | 0                          | 16       | 2        |
| Olimpia Paraguay          | 2019          | 14    | 1     | 0                   | 0                   | 0                          | 0                          | 14       | 1        |
| Olimpia Paraguay          | 2020          | 18    | 0     | 0                   | 0                   | 1                          | 1                          | 19       | 1        |
| Olimpia Paraguay          | Total         | 47    | 3     | 0                   | 0                   | 2                          | 1                          | 49       | 4        |
| S. D. Aucas · Ecuador     | 2023          | 12    | 0     | 0                   | 0                   | 0                          | 0                          | 12       | 0        |
| S. D. Aucas · Ecuador     | 2024          | 28    | 3     | 2                   | 0                   | 1                          | 0                          | 31       | 3        |
| S. D. Aucas · Ecuador     | 2025          | 15    | 0     | 0                   | 0                   | 1                          | 0                          | 16       | 0        |
| S. D. Aucas · Ecuador     | Total         | 55    | 3     | 2                   | 0                   | 2                          | 0                          | 59       | 3        |
| Total carrera             | Total carrera | 203   | 18    | 2                   | 0                   | 19                         | 1                          | 224      | 19       |

### Selecciones
| Selección         | Año           | Amistosos | Amistosos | Copa América | Copa América | Mundial | Mundial | Eliminatorias | Eliminatorias | Copa Confederaciones | Copa Confederaciones | Total | Total |
| Selección         | Año           | Part.     | Goles     | Part.        | Goles        | Part.   | Goles   | Part.         | Goles         | Part.                | Goles                | Part. | Goles |
| ----------------- | ------------- | --------- | --------- | ------------ | ------------ | ------- | ------- | ------------- | ------------- | -------------------- | -------------------- | ----- | ----- |
| Absoluta Paraguay | 2017          | -         | -         | -            | -            | -       | -       | 1             | 0             | -                    | -                    | 1     | 0     |
| Absoluta Paraguay | Total         | -         | -         | -            | -            | -       | -       | 1             | 0             | -                    | -                    | 1     | 0     |
| Total carrera     | Total carrera | -         | -         | -            | -            | -       | -       | 1             | 0             | -                    | -                    | 1     | 0     |

## Palmarés

### Campeonatos nacionales
| Título          | Club          | País     | Año  |
| --------------- | ------------- | -------- | ---- |
| Torneo Clausura | Olimpia       | Paraguay | 2011 |
| Torneo Clausura | Olimpia       | Paraguay | 2015 |
| Torneo Clausura | Guarani       | Paraguay | 2016 |
| Torneo Apertura | Olimpia       | Paraguay | 2018 |
| Torneo Clausura | Olimpia       | Paraguay | 2018 |
| Torneo Apertura | Olimpia       | Paraguay | 2019 |
| Torneo Clausura | Olimpia       | Paraguay | 2019 |
| Torneo Clausura | Olimpia       | Paraguay | 2020 |
| Torneo Clausura | Cerro Porteño | Paraguay | 2021 |

## Vida privada
Es sobrino del exfutbolista y entrenador, Francisco Arce.